# Johann Adam Birkenstock
Johann Adam Birkenstock lub Birckenstock (ur. 1 lutego 1687 w Alsfeld, zm. 26 lutego 1733 w Eisenach) – niemiecki skrzypek i kompozytor okresu baroku.
Uczył się muzyki w Kassel u Ruggiera Fedelego, później kontynuował naukę w Berlinie u J.B. Volumiera, w Bayreuth u Carla Fiorellego i w Paryżu u François Duvala. W 1709 roku został skrzypkiem w kapeli dworskiej w Kassel. W 1722 roku odwiedził Amsterdam, gdzie wydał drukiem swój pierwszy zbiór sonat. Odrzucił oferowaną mu pracę na dworze króla portugalskiego. W latach 1725–1730 pełnił funkcję koncertmistrza w Kassel, a następnie od 1730 roku kapelmistrza na dworze w Eisenach.
Tworzył pod wpływem stylu galant. Napisał jedną symfonię, sześć koncertów na 6 głosów, dwanaście sonat na skrzypce i basso continuo oraz sześć sonat triowych.